# Bệnh hại lá
Bệnh hại lá là do các loại vi khuẩn và nấm ký sinh gây hại bộ lá. Sự gây hại chủ yếu làm suy giảm khả năng quang hợp và hô hấp của lá. Biểu hiện trên lá khi bị bệnh có thể là lá đang xanh chuyển sang màu vàng, xuất hiện các đốm vàng, nâu đỏ, vệt vàng theo gân lá gây rách lá dẫn đến suy giảm khả năng quang hợp của thực vật.